# Grigory Drozd
Grigory Drozd est un boxeur russe né le 26 août 1979 à Prokopyevsk.

## Carrière
Passé professionnel en 2001, il remporte le titre vacant de champion de Russie des poids lourds-légers en 2003 puis de champion d'Europe EBU aux dépens de Mateusz Masternak le 5 octobre 2013. Drozd devient ensuite champion du monde WBC de la catégorie après sa victoire aux points contre Krzysztof Wlodarczyk le 27 septembre 2014. Il conserve son titre le 22 mai 2015 en battant par arrêt de l'arbitre au 9e round le polonais Lukasz Janik. 
En août 2015, Drozd est considéré par la WBC comme champion en repos, laissant ainsi le titre WBC vacant.